# Neston HC
Neston Hockey Club is een hockeyclub uit de Engelse plaats Neston. De club werd opgericht op 29 september 1963.
De heren van de club wonnen in 1983 de bekerfinale nadat er met 3-2 gewonnen werd van Slough HC. Op dat moment gaf het winnen van de Engelse beker recht op deelname aan de Europacup I. Neston nam deel aan het toernooi van 1984. Neston wist een gelijkspel uit het vuur te slepen tegen groepswinnaar en latere winnaar van het toernooi TG Frankenthal. Echter werden de andere duels verloren en Neston eindigde op de einduitslag op een teleurstellende achtste en laatste plaats.